# Mariana Drăguțan
Mariana Drăguțan (2000) è una lottatrice moldava, specializzata nella lotta libera.

## Palmarès
- Europei

Budapest 2022: bronzo nei 55 kg.